# Сириус-Пассет
Сириус-Пассет (дат. Siriuspasset) — крупнейшее место находок ископаемых кембрийского периода на полуострове Земля Пири (север Гренландии, 804 км от Северного полюса). Местонахождение было обнаружено в 1984 году А. Хиггинсом, сотрудником Геологической службы Гренландии (дат. Grønlands Geologiske Undersøgelse). Впоследствии в этот район было предпринято четыре экспедиции — в 1989, 1991, 1994 и 2006 годах. Возраст отложений Сириус-Пассет оценивают в 518 миллионов лет.

## Фауна Сириус-Пассет
В настоящее время формальное описание получили около 25 ископаемых видов и примерно столько же видов ожидают описания. Наиболее массовые формы — членистоногие с неминерализованными покровами.

### Губки(Porifera)
- Choia hindei (Dawson, 1896) — обыкновенные губки (Demospongiae)
- археоциаты из надсемейства Ethmophylloidea

### Спиральные(Lophotrochozoa)

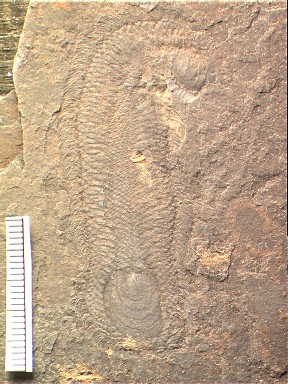
Halkieria evangelista

- Halkieria evangelista Conway Morris et Peel, 1995 — Halwaxiida
- Phragmochaeta canicularis Conway Morris et Peel, 2008 — древнейшие известные кольчатые черви (Annelida)
- Trapezovitus Peel, 2010 и другие представители хиолитов (Hyolitha)

### Циклонейралии(Cycloneuralia)
Palaeoscolecida:
- Chalazoscolex pharkus Conway Morris et Peel, 2010
- Xystoscolex boreogyrus Conway Morris et Peel, 2010

Лорициферы (Loricifera):
- Sirilorica carlsbergi Peel, 2010
- Sirilorica pustulosa Peel, 2010

### Ксенузии(Xenusia)
- Hadranax augustus Budd et Peel, 1998

### Членистоногие(Arthropoda)
- Aaveqaspis inesoni Peel et Stein, 2009[3]
- Buenaspis forteyi Budd, 1999
- Siriocaris trollae Lagebro, Stein et Peel, 2010
- Isoxys volucris Williams, Siveter et Peel, 1996
- Pauloterminus spinodorsalis Taylor, 2002

Dinocarida:
- Kerygmachela kierkegaardi Budd, 1993
- Pambdelurion whittingtoni Budd, 1997[4]
- Tamisiocaris borealis Daley et Peel, 2010

Megacheira:
- Kiisortoqia soperi Stein, 2010

Трилобиты (Trilobita):
- Buenellus higginsi Blaker, 1988
- Kleptothule rasmusseni Budd, 1995

### Ветуликолии(Vetulicolia)
- Ooedigera peeli Vinther, Smith et Harper, 2011[5]